# 民生人寿保险
民生人寿保险股份有限公司，又叫做民生保险是中国最大的保险公司之一，也是中国保险监督管理委员会六家国有保险公司之一。目前公司董事长是鲁伟鼎。

## 历史
民生人寿保险于2003年6月18日正式成立，公司总部位于北京，注册资本金60亿元。2016年底，公司拥有25家分公司、800多个服务网点、3万余名雇员以及500多万客户。提供包括人寿保险，财产保险和再保险等多个业务。